# 1885-ös Országos Általános Kiállítás
Az 1885-ös Országos Általános Kiállítás egy nagy léptékű budapesti ünnepségsorozat volt.

## Története
Az Osztrák-Magyar Monarchia időszakának elején kezdtek megjelenni a magyar országos ipari-mezőgazdasági kiállítások (pl. 1872. Kecskemét, 1876 Szeged, 1879 Székesfehérvár). Ezek mintájára az országgyűlés 1883-ban döntött a budapesti kiállítás megrendezéséről. A javaslat felterjesztője gróf Széchényi Pál földművelés-, ipar- és kereskedelemügyi miniszter volt. A kiállítás költségeit előzetesen 400.000 forintra becsülték, végül 1.800.000 forintot tettek ki. Irányítását egy 61 fős bizottság, élén Matlekovits Sándor államtitkárra bízták. A bizottságban több korabeli neves közszereplő vett részt, így Keleti Károly (a Központi Statisztikai Hivatal igazgatója), Ráth Károly (budapesti főpolgármester), Zichy Jenő (az Országos Iparegyesület vezetője), Ybl Miklós (építész), Mechwart András (a Ganz-gyár vezetője), illetve Pulszky Ferenc (a Nemzeti Múzeum igazgatója).
A  270 ezer négyzetméternyi területen 7 mezőgazdasági, 19 ipari, és 6 tudományos-művészeti osztályba sorolva mutatták ki a korabeli Magyarország neves alkotásait, eredményeit. A kiállítás megnyitóját 1885. évi május 2-án tartották, amelyen nem kisebb személyiségek, mint I. Ferenc József magyar király és Rudolf trónörökös is személyes jelenlétükkel képviseltették magukat. Rudolf hosszabb beszédet is tartott. A megnyitón körülbelül 10.000 ember vett részt.
A kiállítás ezt követően körülbelül 2 millió ember látogatta meg, beleértve svéd királyi párt, I. Sándor bolgár fejedelmet, I. Milán szerb királyt, Lipót bajor herceget. Itt találkozott három európai nagyhatalom trónörököse, amikor októberben Rudolf Budapesten látta vendégül Vilmos német császári főherceget, a később II. Vilmos német császárt, és a walesi herceget, a későbbi VII. Eduárd brit királyt.
1885. november 4-én ismét Rudolf trónörökös beszédével zárult az ünnepség. Az épületek nagy részét hamarosan elbontották.
A kiállítást 10 évvel később követték a még nagyobb szabású 1896-os millenniumi ünnepségek.

## Nevezetes épületek
| Kép | Épület                                                                  | Megjegyzés                   |
| --- | ----------------------------------------------------------------------- | ---------------------------- |
|     | Iparcsarnok                                                             | Tervezte: Ulrich Keresztély. |
|     | Millennium Háza                                                         | Tervezte: Pfaff Ferenc.      |
|     | Erdészeti pavilon                                                       |                              |
|     | Bor- és szesztermelők csarnoka                                          |                              |
|     | Zsigmondy Béla fúrótornya                                               |                              |
|     | Dunagőzhajózási társulat pavilonja                                      |                              |
|     | Királyi pavilon                                                         | Tervezte Ray Rezső Lajos.    |
|     | Prückler Ignácz Magyarország első rum-, likőr- és pezsgőgyára pavilonja |                              |

## Utóélet
A kiállítás végeztével az épületeket elbontották. Mindössze az Iparcsarnok, a Millennium Háza (később Olof Palme-ház) és a Királyi Pavilon.

### Iparcsarnok
Az Iparcsarnok az 1896-os kiállításon is Iparcsarnokként funkcionált, azonban a korabeli ismertető szerint „a mostani kiállítás méretei elannyira túlhaladják a múlt évtizedit, hogy nemcsak tetemesen megnagyobbítani kellett az iparcsarnokot, de igy nagyobb formában is alig negyedrész annyi iparág kiállítása fér belé, mint 1885-ben. (így külön csarnokot kaptak: a sokszorosító és nyomda-ipar, a jármüvek ipara, a zenészeti-ipar, a malom-,' a czukor-, a vegyészeti-ipar, a vas- és fém-ipar).”
Később Kereskedelmi Múzeum (a későbbi Magyar Kereskedelmi és Vendéglátóipari Múzeum előde) lett, majd a Néprajzi Múzeum használta az 1920-as évekig. Ezt követően alkalmi kiállító helyül szolgált. Az épület Budapest ostroma alatt kiégett, tetőszerkezete elpusztult. 1947-ben elbontották.

### Millennium Háza
Ez az épület Egészségügyi Csarnokként lett berendezve 1896-ban. A második kiállítás után sem bontották el, a főváros tanácsa Fővárosi Múzeummá alakította. A második világháború alatt az épületben hadikórház működött. Később a Képzőművészeti Kivitelező Vállalat használta, majd a 2010-es években felújították, és Millennium Házaként nyitották meg.

### Királyi Pavilon
Az épület 1896-ban Gerbeaud cukrászatként működött. A második világháborúban pusztult el.